# 新藤寛之
新藤 寛之（しんどう のぶゆき、1986年8月22日- ）は、日本の元プロボクサー。埼玉県加須市出身。宮田ボクシングジム所属。第52代日本ウェルター級王者、第38代日本スーパーウェルター級王者。入場曲はdoa「英雄 」。埼玉県加須市観光大使。

## 来歴
ボクシングを始めたのは高校1年。花咲徳栄高等学校ボクシング部出身。平成国際大学を中退後、20歳で宮田ジムに入門。

### プロデビュー
2007年11月25日、ツインメッセ静岡での高橋誉戦でデビュー。

### 日本王座獲得
2016年1月20日、大川泰弘との王座決定戦で3-0の判定勝ちを収め、王座を獲得した。
2016年4月28日、有川稔男との初防衛戦に10回TKO負けし、王座陥落。
2016年11月15日、スーパーウェルター級に階級を上げ、元日本ミドル級王者の佐々木左之介に7回TKO勝ちで再起。
2018年5月15日、丸木凌介との王座決定戦で3-0の判定勝ちを収め、王座を獲得し日本2階級制覇。
2018年12月20日、後楽園ホールで自身の怪我により設けられた日本スーパーウェルター級暫定王座を獲得した渡部あきのりと王座統一戦を行ったが、1-1（96-94、94-96、95-95）の判定で引き分けとなった。
2019年5月10日、後楽園ホールで日本スーパーウェルター級1位の松永宏信とタイトルマッチを行ったが、6回終了時に棄権し、王座から陥落した。
2019年11月2日、後楽園ホールで日本スーパーウェルター級王座挑戦者決定戦として、日本同級2位の清水優人と対戦。しかし、初回にダウンを喫するなどして、8回0-3（75-76、75-77、74-77）で判定負けを喫した。
2020年9月15日、ジムのホームページで引退が発表された

## 獲得タイトル
- 第66回東日本ウェルター級新人王
- 第56回全日本ウェルター級新人王
- 第52代日本ウェルター級王座
- 第38代日本スーパーウェルター級王座（防衛1）